# نهر آ (الميز)
نهر آ (بالهولنديَّة: Aa، تنطق بالهولندية: [aː])، نهر صغير في هولندا. ينبع بالقرب من بلدة نيدرفيرت في منطقة بيل الواقعة ضمن مقاطعة لمبرخ جنوب شرقي البلاد. يجري النهر نحو جهة الشمال الغربي عابرًا مقاطعة شمال بربنت باتجاه مدينة سيرتوخيمبوس على طول قناة جنوب فيلمسفارت. يلتقي نهر آ مع نهر دومل عند سيرتوخنبوس مشكلًا نهر ديزه والذي يصب في نهر الميز بعد بضعة كيلومترات. وتشمل المدن والقرى الرئيسية التي يمر منها نهر آ كلًا من أستن، وهيلموند، فيخل، وسيرتوخنبوس.

## وصلات خارجية
- خريطة مفصَّلة